# مهاجر بن خالد
مهاجر بن خالد بن ولید مخزومی قریشی (عربی: الْمُهَاجِر بْنِ خَالِد بْنِ الْوَلِید الْمَخْزُومِیُّ الْقُرَشِیُّ‎‎؛ درگذشت ۶۵۷ میلادی) پسر فرمانده برجسته اسلام خالد بن ولید بود. او سربازی در ارتش علی بن ابی‌طالب (حک. ۶۶۱–۶۵۶) بود و در نبرد صفین کشته شد.

## زندگی
مهاجر پسر خالد بن ولید فرمانده برجسته مسلمانان و از تیره بنی‌مخزوم قبیله قریش بود. مهاجر برخلاف برادرش عبدالرحمن، مهاجر در فتنه اول از خلیفه علی بن ابی‌طالب (حک. ۶۶۱–۶۵۶ میلادی) حمایت کرد و از حامیان علی بود و در تابستان ۶۵۷ میلادی در نبرد صفین در نبرد با ارتش معاویة بن ابی‌سفیان فرماندار شام و بنیانگذار آینده خلافت اموی، کشته شد. پس از آنکه گفته شد عبدالرحمن به دستور معاویه مسموم شده است، خالد پسر مهاجر از مکه، ابن اوثال که مسموم‌کننده ادعایی عمویش بود را در سوریه کشت. خالد بن مهاجر شاعر نیز بود و در فتنه دوم، در کنار عبدالله بن زبیر، مدعی خلافت، علیه امویان ایستاد.

## کتابشناسی
- Arafat, W. (1967). "Notes and Communications". Bulletin of the School of Oriental and African Studies. 30 (3): 681–684. JSTOR 612395.
- Hinds, M. (1960–2005). "Makhzūm". The Encyclopaedia of Islam, New Edition (12 vols.). Leiden: E. J. Brill. pp. ۱۳۷–۱۴۰.
- Kilpatrick, Hilary (2003). Making the Great Book of Songs: Compilation and the Author's Craft in Abû I-Faraj al-Isbahânî's Kitâb al-aghânî. London: Routledge. ISBN 0-203-22061-7.